# Clovis I
Clovis I (scris și Chlodowech sau Chlodwig, franceza modernă Louis, olandeza modernă Lodewijk, germana modernă Ludwig), (n. 466 d.Hr. – d. 27 noiembrie 511 d.Hr., Paris, Imperiul Franc) a fost primul rege al francilor care a unit această națiune în întregime. I-a succedat la tron tatălui său Childeric I în 481 ca rege al francilor salieni, unul dintre triburile francilor care ocupau la acea vreme regiunea de la vest de Rinul de jos, cu centrul în jurul orașelor Tournai și Cambrai, de-a lungul graniței de astăzi dintre Franța și Belgia, într-o zonă cunoscută sub numele de Toxandria. El a cucerit triburile france din apropiere, și s-a încoronat ca singurul rege înainte de moartea sa.
A abandonat păgânismul și s-a convertit la creștinism, la insistențele soției sale, Clotilda, ca urmare a victoriei de la Tolbiac. A fost botezat la Reims de episcopul Remi (Saint Remi) la sfârșitul secolului al V-lea; tradiția fixează data de 25 decembrie 496. Acest lucru a fost de o mare importanță în istoria Franței și a Europei Occidentale în general, deoarece Clovis s-a extins peste aproape întreaga fostă provincie romană Galia (corespunzând Franței de astăzi) situată în centrul Europei. Este considerat fondatorul atât al Franței (cu care statul său semăna îndeaproape din punct de vedere geografic), cât și al Dinastiei Merovingiene, care s-a aflat la conducerea francilor în următoarele trei secole.

## Consolidarea puterii
În 486, cu ajutorul lui Ragnachar, Clovis l-a înfrânt pe Syagrius, ultimul oficial roman din nordul Galiei, care conducea zona de lângă Soissons din Picardia de astăzi. Această victorie a extins stăpânirea francă pe aproape întreg teritoriul la nord de Loara. După aceasta, Clovis a încheiat o alianță cu ostrogoții, prin căsătoria surorii sale Audofleda cu regele lor, Theodoric cel Mare. După această victorie, el a învins, în 491, și un mic grup de thuringieni la est de teritoriul său. Mai târziu, cu ajutorul altor sub-regi franci, el i-a învins pe alemani în Bătălia de la Tolbiac. El se căsătorise de mai de mult cu prințesa burgundă Clotilda (493), și, după victoria de la Tolbiac, s-a convertit în 496 la religia ei - creștină. Acest lucru reprezenta o schimbare importantă față de alți regi germanici, precum vizigoții și vandalii, care erau arieni.

## Convertirea lui Clovis

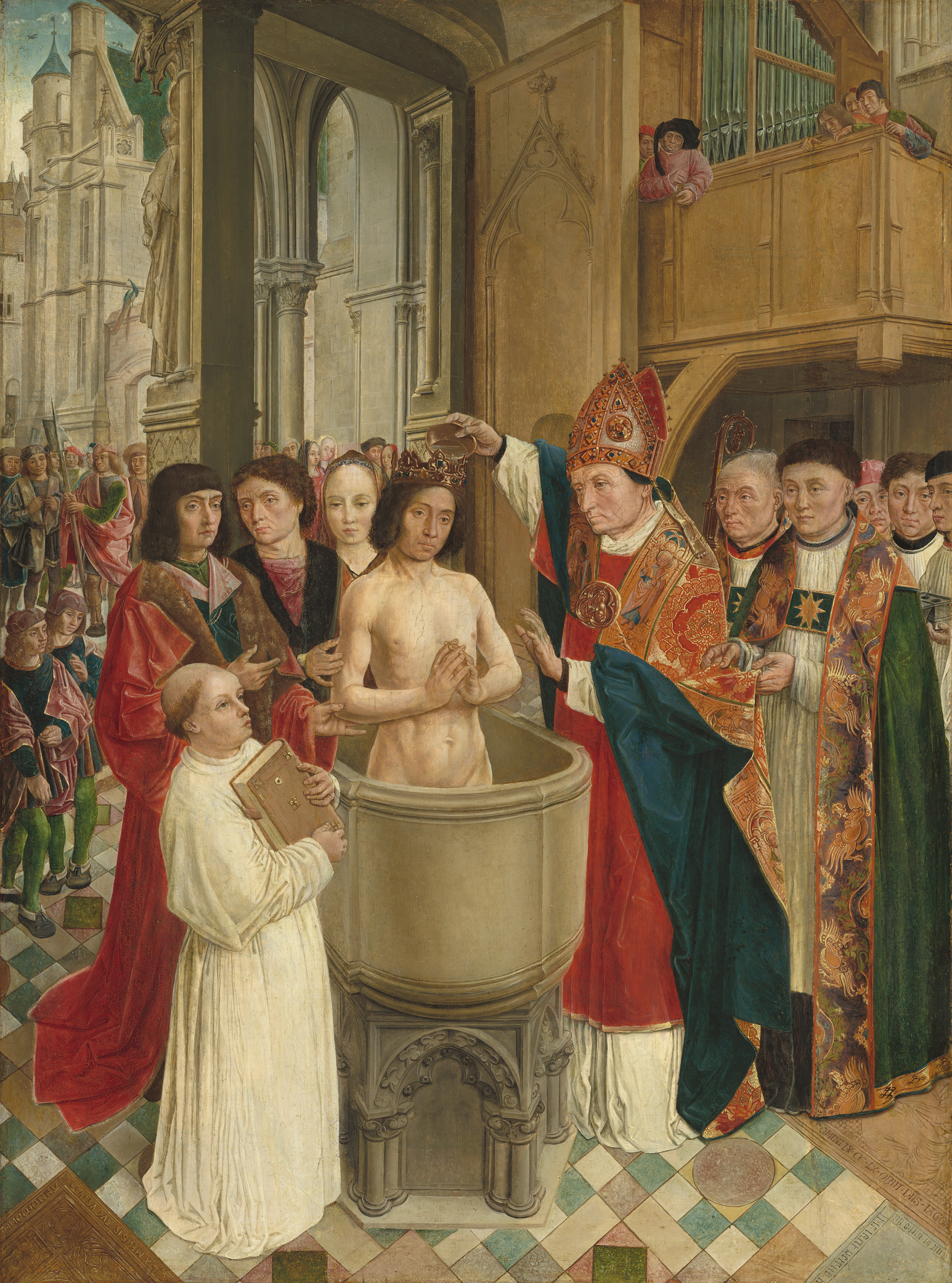
Botezul lui Clovis.

Convertirea lui Clovis la crestinism (Biserica crestina primara la acea epoca), religia majorității supușilor săi, a întărit legăturile dintre supușii săi romani și cuceritorii lor germanici. Totuși, Bernard Bachrach susține că această convertire de la credințele sale păgâne france l-a îndepărtat de ceilalți sub-regi franci și i-a slăbit poziția militară în următorii ani.
Poate surprinzător, călugărul Grigore de la Tours a scris că religia păgână pe care Clovis a abandonat-o era în zeii romani, cum ar fi Jupiter sau Mercur, și nu în echivalenții lor germanici. Dacă afirmația lui Grigore este corectă, atunci ea sugerează o puternică afinitate a conducătorilor franci pentru prestigiul culturii romane, pe care o îmbrățișaseră ca aliați și federați ai Imperiului în secolul precedent.
Deși a purtat o bătălie la Dijon în anul 500, Clovis nu a reușit să subjuge regatul burgund. Se pare că a câștigat cumva sprijinul armoricanilor în anii următori, deoarece aceștia l-au ajutat să înfrângă regatul vizigot de la Toulouse în Bătălia de la Vouillé (507), această victorie izolându-i pe vizigoți în Spania și adăugând cea mai mare parte a Aquitaniei regatului lui Clovis. El și-a stabilit apoi capitala la Paris, ridicând o biserică dedicată Sfinților Petru și Paul pe malul sudic al Senei. Din acea mare biserică a mai rămas Tour Clovis, un turn romanic care se află astăzi în incinta prestigiosului Lycée Henri IV, la est de Panthéon. (După construirea ei, biserica a fost redenumită în onoarea  sfintei protectoare a Parisului, Geneviève. A fost demolată în 1802.)
După afirmațiile lui Grigore de la Tours, după Bătălia de la Vouillé, împăratul bizantin Anastasius I, i-a oferit lui Clovis titlul de consul. Grigore vorbește de asemenea despre campaniile sistematice ale lui Clovis de după victoria de la Vouillé pentru a-i elimina pe ceilalți reguli sau sub-regi franci. Printre aceștia se numără Sigibert din Köln și fiul său Clotaire; Chararic, un alt rege al francilor salieni; Ragnachar din Cambrai, fratele său Ricchar, și fratele lor Rigomer din Le Mans.
La scurt timp înainte de moartea sa, Clovis a convocat un sinod de episcopi gali la Orléans pentru a reforma biserica și a crea o legătură puternică între coroană și episcopatul crestin. Acesta a fost Primul Conciliu de la Orléans.

## Moartea și succesiunea

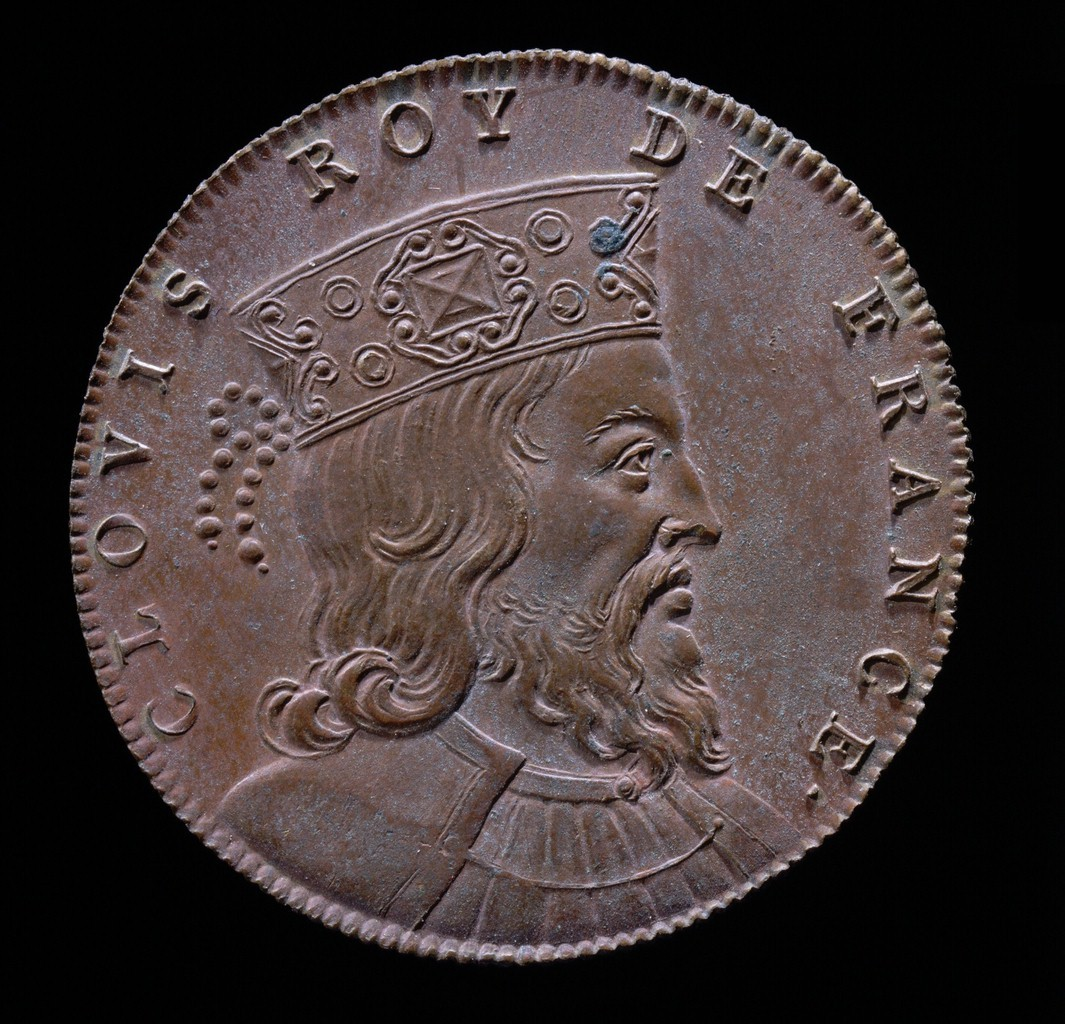
Medalie necontemporană, cu efigia lui Clovis, având inscripția CLOVIS ROY DE FRANCE.

Clovis I a murit în 511 și e îngropat în Basilica Saint Denis din Paris, în timp ce tatăl său fusese îngropat alături de ceilalți regi merovingieni la Tournai. La moartea sa, teritoriul său a fost împărțit între cei patru fii ai săi, Theuderic, Chlodomer, Childebert, și Clotaire. Această împărțire a creat noile unități politice ale Regatelor din Reims, Orléans, Paris și Soissons și a inaugurat o perioadă de dezbinări ce a continuat, cu scurte întreruperi, până în 751, la sfârșitul Dinastiei merovingiene.

## Moștenirea
Moștenirea lui Clovis se bazează pe trei acțiuni importante: unificarea națiunii france, cucerirea Galiei și convertirea la religia crestina. Prin prima acțiune, și-a asigurat influența asupra poporului său în probleme majore, lucru pe care un mic rege regional nu l-ar fi putut realiza. Prin a doua acțiune, a pus bazele unui stat național ulterior: Franța. În sfârșit, prin a treia acțiune, a devenit aliatul papalității și protectorul ei, precum și al poporului, în majoritate crestin.

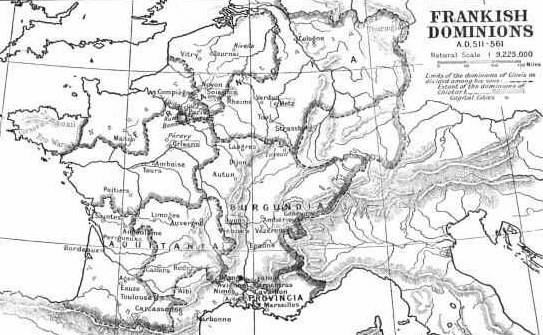
Galia la moartea lui Clovis.

În afară de aceste acțiuni care aveau mai mult decât importanță națională, împărțirea statului, pe linii geografice sau naționale a asigurat venituri egale între frați dar la moartea sa, a provocat multe dezbinări interne în Galia și a contribuit pe termen lung la prăbușirea dinastiei sale. .